# Poecilanthrax ingens
Poecilanthrax ingens är en tvåvingeart som beskrevs av Johnson 1957. Poecilanthrax ingens ingår i släktet Poecilanthrax och familjen svävflugor. Inga underarter finns listade i Catalogue of Life.